# Mikołaj Konarski
Mikołaj Konarski herbu Kolczyk vel Ossorya (zm. w 1656 roku) – starosta kiszewski.
Był elektorem Jana II Kazimierza Wazy. Poseł na sejm koronacyjny 1649 roku z powiatu świeckiego.